# 索伊拉·巴罗斯
索伊拉·巴罗斯（西班牙語：Zoila Barros，1979年8月6日—），古巴排球运动员。她曾代表古巴参加2000年、2004年和2008年夏季奥林匹克运动会排球比赛，其中2000年奥运会获得金牌，2004年奥运会获得铜牌，2008年奥运会则获得第四名。